# Kaffeemuseum Burg
Das Kaffeemuseum Burg ist ein Spezialmuseum in der Hamburger Speicherstadt, welches sich der Geschichte, Technik und Kultur des Kaffees widmet. Die Dauerausstellung umfasst rund 9000 Exponate und befindet sich in einem restaurierten Gewölbekeller im sogenannten „Genuss Speicher“ am St. Annenufer. Träger des Museums ist die Kaffeerösterei Burg, die seit 1923 in Hamburg besteht.

## Geschichte und Standort
Das Museum wurde 2015 als Erweiterung der Sammlung der Kaffeerösterei Burg von Holger Sturm eingerichtet und eröffnet. Der Standort liegt in einem ehemaligen Lagerhaus der Speicherstadt, das Teil des UNESCO-Welterbes ist. Die Ausstellung befindet sich dort in einem historischen Kaffeespeicher aus dem Jahr 1896. Die Speicherstadt war bis in die zweite Hälfte des 20. Jahrhunderts ein bedeutender Umschlagplatz für Importgüter wie Kaffee, Tee und Kakao.

## Sammlung
Die Sammlung umfasst rund 9000 Objekte, darunter etwa 1000 historische Kaffeemühlen, Röstanlagen, Kaffeemaschinen, Verpackungen, Werbematerialien, Geschirr und Mobiliar. Der chronologische und thematische Rundgang beginnt mit der Herkunft der Kaffeepflanze, führt über Anbau, Ernte und Handel bis zur Zubereitung und zum Konsum. Ein zentrales Ausstellungsstück ist der originalgetreu rekonstruierte Eppendorfer Kolonialwarenladen der Familie Burg aus dem Jahr 1923.

## Vermittlung und Veranstaltungen
Das Museum bietet regelmäßige Führungen, Verkostungen und Seminare an. Ergänzend werden Kaffeeverkostungen, Espresso-Seminare sowie Formate zu Tee, Gin oder alternativen Zubereitungsmethoden durchgeführt.
Die Veranstaltungen betonen meist sensorisches Lernen sowie das Handwerk hinter der Zubereitung.
Zum Museum gehören eine hauseigene Kaffeerösterei, ein Café und ein Verkaufsladen. Die Rösterei verarbeitet ausgewählte Kaffeebohnen in kleinen Chargen. Das Ensemble ist überwiegend barrierefrei zugänglich.

## Öffentliche Wahrnehmung
In der Presse wurde das Museum wiederholt thematisiert. In einem Artikel der Tageszeitung Die Welt wurde die Kombination aus Wissensvermittlung und sensorischer Erfahrung hervorgehoben. Auch in sozialen Medien und verschiedenen Reiseforen wird das Museum als Ziel für Kaffeeliebhaber empfohlen. Die Frankfurter Allgemeine Zeitung widmete der damaligen Museumsdirektorin ein Interview und auch das Hamburger Abendblatt berichtet regelmäßig – teils kritisch – über das Museum. Das Museum nimmt regelmäßig an der Langen Nacht der Museen in Hamburg teil.